# Paso de Núñez
Paso de Núñez es una localidad del estado mexicano de Michoacán. Es parte del municipio de Carácuaro.

## Demografía
| Gráfica de evolución demográfica |
|                                  |

| Censo | Población |
| ----- | --------- |
| 1900  | 94        |
| 1910  | 70        |
| 1921  | 47        |
| 1930  | 103       |
| 1940  | 281       |
| 1950  | 365       |
| 1960  | 256       |
| 1970  | 614       |
| 1980  | 585       |
| 1990  | 1 225     |
| 2000  | 1 337     |
| 2010  | 1 250     |
| 2020  | 1 142     |